# Metavauxita
La metavauxita és un mineral de la classe dels minerals fosfats. Va ser descoberta l'any 1927 en la mina Siglo XX en el municipi de Llallagua de la província de Rafael Bustillo, en el departament de Potosí (Bolívia), sent nomenada així per la seva relació molecular amb la vauxita.

## Característiques químiques
Químicament és un fosfat de ferro i alumini, hidroxilat i hidratat. És un dimorf del mineral paravauxita, amb igual fórmula química però que cristal·litza en el sistema cristal·lí triclínic, mentre que la metavauxita és monoclínic.

## Formació i jaciments
És un mineral rar de trobar, format com a secundari a la zona d'oxidació de jaciments en vetes de minerals d'estany.
Sol trobar-se associat a altres minerals com: wavel·lita, vauxita, quars o paravauxita.

## Usos
S'extreu en les mines al costat d'altres minerals del seu mateix tipus com a mena del ferro o alumini.